# Ulaniwka (rejon boryspolski)
Ulaniwka (ukr. Улянівка) – wieś na Ukrainie, w obwodzie kijowskim, w rejonie boryspolskim, w hromadzie Taszań. W 2001 liczyła 594 mieszkańców, spośród których 583 wskazało jako ojczysty język ukraiński, 7 rosyjski, a 4 ormiański.